# Patrick Kromer
Patrick Kromer (* 16. Dezember 1978 in Emmendingen) ist ein deutscher Radsporttrainer. Von 2012 bis 2018 war er hauptamtlicher Bundestrainer Radsport im Deutschen Behindertensportverband (DBS).
Bis 2008 war Patrick Kromer selbst als Radsportler aktiv, 2002 war er Mitglied des Continental Teams Rothaus. Er startete hauptsächlich bei Eintagesrennen.
Kromer studierte Sportwissenschaft an der Albert-Ludwigs-Universität Freiburg, schrieb seine Magisterarbeit zum Thema „Langzeitstudien über die technische Entwicklung und die physiologischen Leistungsparameter der Kaderathleten im Handcyclingsport“ und arbeitet an seiner Dissertation zu einem verwandten Thema. Nach seinem Studium war er an dieser Universität akademischer Mitarbeiter im Bereich Biomechanik.
Im Februar 2012 übernahm Patrick Kromer als Nachfolger seines Vaters Adelbert Kromer, der die Paracyclisten seit 1992 auf Honorarbasis betreut hatte, das Amt des ersten hauptamtlichen Bundestrainers Radsport im DBS. Seit 2010 war er schon als Co-Trainer tätig, um nach einer schweren Erkrankung seines Vaters die Sportler auf die Paralympischen Sommerspiele 2012 in London vorzubereiten. 2018 trat Kromer von seinem Amt als Bundestrainer zurück, um sich nach 25 Jahren im Leistungsradsport beruflich neu zu orientieren. Sein Nachfolger wurde Tobias Bachsteffel, langjähriger Heimtrainer der Paracyclerin Denise Schindler.

## Publikationen
- Mit Hans-Hermann Dickhuth/Albert Gollhofer/Anja Hirschmüller/Kai Röcker: „Der Einfluss der Kurbelfrequenz im Handcycling auf unterschiedliche Referenzpunkte der Laktatleistungskurve“. In: Deutsche Zeitschrift für Sportmedizin. Jahrgang 62, Nr. 1/2011, S. 22–28.
- Mit K. Röcker/A. Sommer/H. Baur/L. Konstantinidis/A. Gollhofer/N. P. Südkamp/A. Hirschmüller: „Verletzungen und Überlastungsbeschwerden im paralympischen Radsport – eine Fragebogenerhebung bei Nationalkaderathleten“. In: Sportverletzung. Sportschaden. George Thieme Verlag 2011, S. 167–172.